# Juan Carlos Carcedo
Juan Carlos Carcedo Mardones (ur. 19 sierpnia 1973 w Logroño) – hiszpański piłkarz występujący na pozycji pomocnika,
W ciągu siedmiu sezonów w Segunda División, które spędził w dużej mierze w Atlético Madryt B w CD Leganés, rozegrał w sumie 134 spotkania, zdobywając 4 bramki. Po zakończeniu kariery zaczął pracę szkoleniową, w której trakcie niezmiennie pełnił funkcję asystenta Unaia Emery'ego.

## Kariera piłkarska
Carcedo rozpoczął swoją karierę w występującym wówczas w Segunda División B CE L'Hospitalet, w którego barwach zadebiutował 5 września 1993 podczas zremisowanego 3:3 meczu z Gimnàstikiem Tarragona – przebywał wówczas na boisku do 85. minuty, gdy to otrzymał czerwoną kartkę. W sumie w sezonie 1993/94 rozegrał ponad 30 spotkań, jednak 10 października ponownie został wyrzucony z boiska podczas zremisowanego 1:1 spotkania z UE Rubí.
Następnie Carcedo występował w Gramenet i RCD Espanyol B, klubach z niższych lig. 18 września 1994 zdobył swoją pierwszą bramkę na szczeblu seniorskim, pokonując bramkarza CD Alcoyano w wygranym 3:1 meczu. Latem 1996 związał się z Atlético Madryt, dołączając do grających wówczas w Segunda División rezerw. Trzy lata później trafił on do francuskiego OGC Nice, jednak w sezonie 2000/01 wrócił do Atlético w ramach wypożyczenia, tym razem stając się częścią pierwszego zespołu. Zadebiutował w nim 9 września 2000, wychodząc w podstawowym składzie na przegrane 0:1 spotkanie z Recreativo Huelva.
Kolejnym zespołem w karierze Carcedo było CD Leganés, gdzie przez kolejne trzy lata występował w drugiej lidze. Swoją karierę zakończył on natomiast w UD Las Palmas, wraz z którym w swoim ostatnim sezonie wywalczył poprzez baraże awans do Segunda División.

## Kariera szkoleniowa
Po zakończeniu kariery Carcedo został asystentem Unaia Emery'ego w UD Almería. Mimo że zaoferowano mu pracę w roli pierwszego szkoleniowca, w 2008 zdecydował się odejść wraz z Emerym do Valencii. W 2012 roku wspólnie wyjechali oni do Rosji, by tam rozpocząć pracę w Spartaku Moskwa.
Carcedo i Emery powrócili do Hiszpanii rok później, znajdując zatrudnienie w Sevilli. 10 maja 2015 Carcedo poprowadził drużynę jako pierwszy szkoleniowiec podczas meczu z Celtą Vigo z uwagi na śmierć ojca Emery'ego, Juana. Pod jego wodzą zespół ostatecznie zremisował 1:1.
W czerwcu 2016 Carcedo oraz kilku innych członków sztabu szkoleniowego przeniosło się wraz z Emerym do Francji, do Paris Saint-Germain. Dwa lata później, po zdobyciu kilku trofeów, Carcedo i Emery wyjechali do Anglii, by tam rozpocząć pracę w Arsenalu.